# اوجی‌کی-۶
اوجی‌کی-۶ (انگلیسی: OGK-6) شرکت برق روس است، که در سال ۲۰۰۵ تأسیس شد.